# Grenzaa
Die Grenzaa ist ein Fluss in der Region Weusten, der zumeist direkt auf der deutsch-niederländischen Grenze am Nordrand der Niedergrafschaft Bentheim verläuft.

## Verlauf
Die Grenzaa entspringt in Deutschland, in Niedersachsen, südöstlich von Twist im Dalum-Wietmarscher Moor unter dem Namen Twister Aa und fließt von dort aus zuerst durch Twist. Danach verläuft sie in Richtung Westen, direkt auf der deutsch-niederländischen Grenze in Richtung Coevorden, einer Stadt in den Niederlanden. Kurz vor dem Stadtgebiet mündet sie in den Coevorden-Piccardie-Kanal. Dieser ist durch den Coevorden-Vechtkanaal mit der Vechte verbunden.
In den Niederlanden wird dieser Fluss Schoonebeker Diep genannt.